# Втрачена фотографія
Втрачена фотографія (чеськ. Přátelé na moři) — радянсько-чехословацький дитячий фільм 1959 року режисера Лева Куліджанова.

## Сюжет
Пролог: 9 травня 1945 року радянські танки в'їжджають на вулицю Праги. Розмовляючи з матір'ю маленького Вашека, один із танкістів показує свою сімейну фотографію з дружиною та маленьким сином, яких він не бачив з початку війни. Танк спішно йде у бій. А фотографія залишається у руках Вашека.
Минуло одинадцять років, і 13-річний Вашек, мати якого часто розповідала йому, як дорога була танкістові ця фотографія — єдина пам'ять про сім'ю, яка зникла в окупованій німцями Одесі, має намір повернути фотографію, тим більше, що йому видається випадок — він їде піонерською путівкою. в СРСР, через Одесу до піонертабору «Артек». Нові друзі Вашека по поїздці, піонери з Моравії Петро та зі Словаччини Лацо, а також Олена, яка листується з російською дівчинкою Мариною з Одеси та сподівається, що та допоможе їм, вирішують знайти танкіста з фотографії.
В Одесі вони зустрічаються з Мариною, і та пропонує помістити фотографію в газеті — раптом хтось із близьких чи друзів впізнає танкіста і повідомить редакцію. Але в день, коли друкують фотографію та з'являються відгуки, чехословацькі піонери мають відплисти на пароплаві «Росія» до піонертабору «Артек». Олена вирішує вислизнути з автобуса під час від'їзду, щоб разом із Мариною продовжити пошуки… Вона зустрічається у військовому санаторії з ветераном війни, але, за його словами, танкіст на фотографії — лейтенант Нікітін, який загинув у Празі.
У цей час в «Артеку» чехословацькі піонери на зустрічі з ветеранами отримують допомогу від генерала Сафронова, який дає їм адресу в Гурзуфі колишнього солдата з частини танкістів, що звільняли Прагу, але, діставшись туди, хлопці отримують ті ж нерадісні відомості — танкіста з фотографії звали Степан Андрійович Нікітін, і він загинув у Празі в останній день війни.
Засмучені хлопці повертаються на пароплав, де розповідають про все молодому матросу Кості Петрову. Той розповідає хлопцям свою сумну історію — він не пам'ятає батьків, у війну він втратив батька та матір, і в нього залишилася лише їхня фотографія, він показує її… Фотографія така сама, як у празьких піонерів. Так Костя дізнається своє справжнє прізвище.
Хлопці їдуть додому. А Марина зустрічається в Одесі з жінкою, яка відгукнулася на оголошення в газеті, яка виявляється тією самою жінкою з фотографії, — дружиною Нікітіна, матір'ю Кості.
Після багатьох років розлуки мати та син зустрічаються, і в Прагу радянське радіо передає слова гарячої подяки від російської матері незнайомим, але дорогим чехословацьким друзям-піонерам.

## В ролях
- Ян Шир — Вашек
- Олена Кнаппова — Альона
- Томаш Седлачек — Петро
- Петер Колларік — Лацо
- Дагмар Таборска — вчителька Іржина Мачкова
- Ярміла Смейкалова — мама Вашека
- Властіміл Бродський — тур-менеджер Туречек
- Лідія Драновська — екскурсовод
- Карел Еффа — турист
- Стелла Зазворкова — туристка
- Франтішек Ханус — репортер
- Наташа Третьяченко — Марина
- Женя Демьочкіна — Катя
- Андрій Чернощеков — Саша
- Віра Діхтяр — Ніна Петрівна Нікітіна
- Валерій Мотренко — Олександр Петрович, головний редактор газети
- Юліана Бугаєва — Єрьоміна, секретар головного редактора
- Борис Чирков — генерал Сафронов
- Микола Довженко — Нікітін
- Леонід Топчієв — Мергелян
- В'ячеслав Подвиг — матрос Костя Петров
- Микола Гарін — капітан корабля
- Еммануїл Геллер — одесит
- Олег Попов — клоун, камео
- Мстислав Запашний — камео
- Вальтер Запашний — камео

## Знімальна група
- Режисер — Лев Куліджанов
- Сценарист — Анатолій Олексин, Сергій Михалков, Павло Пасек, Ян Пікса
- Оператор — Яромир Голпух
- Композитор — Юрій Бірюков
- Художник-постановник — Олександр Діхтяр, Ян Пацак

## Літературна та реальна основа
Приводом для сюжету став радянський танк-пам'ятник Т-34, що стоїть у центрі Праги, з номером «23» — перший, який увірвався до Праги в день її звільнення від фашистських загарбників 9 травня 1945 року.
Сценарій фільму написаний спільно радянськими та чехословацькими письменниками Анатолієм Алексіном, Сергієм Міхалковим, Павлом Пасеком та Яном Піксою, через два роки був перероблений ними в однойменну повість, що вийшла у видавництві «Детгіз» з ілюстраціями Федора Лемкуля.

## Фестивалі та нагороди
- Приз журі 2-го фестивалю чеських та словацьких фільмів у Пльзені (1960).